# Bernardo Donoso
Bernardo Alfonso Modesto Donoso Riveros (Limache, 12 de febrero de 1946) es un ingeniero comercial y académico chileno. Fue rector de la Pontificia Universidad Católica de Valparaíso (PUCV) entre 1990 y 1998.
Es ingeniero comercial de la PUCV, y tiene un máster en Relaciones Industriales y Laborales y un máster en Comunicación, ambos por la Universidad Estatal de Míchigan (MSU). Ha sido académico de la Escuela de Ingeniería Comercial de la PUCV en el Área de Comportamiento Organizacional y Recursos Humanos.
Se ha desempeñado en varios cargos ligados a la televisión; fue miembro del Consejo de Ética de la Federación de Medios de Comunicación Social de Chile (2002-2006), presidente del Consejo Nacional de Televisión (2000-2001) y presidente de la Asociación Nacional de Televisión (ANATEL) en dos periodos, entre 1997 y 2000, y entre 2008 y 2012. Fue presidente del Consejo Directivo de UCV Televisión. En dicho canal, además, condujo el programa Pensando Chile; también se desempeñó como moderador de debates presidenciales en cuatro oportunidades.

## Historial electoral
- Elecciones parlamentarias de 2001 por el Distrito Nº 14, Viña del Mar y Concón

| Candidato                  | Pacto             | Partido | Votos  | %     | Resultado |
| -------------------------- | ----------------- | ------- | ------ | ----- | --------- |
| Víctor Andaur Golmes       | Partido Comunista | PC      | 8.752  | 6,05  |           |
| Raúl Celis Montt           | Alianza por Chile | RN      | 9.129  | 6,31  |           |
| Gonzalo Ibáñez Santa María | Alianza por Chile | UDI     | 59.822 | 41,34 | Diputado  |
| Rodrigo González Torres    | Concertación      | PPD     | 47.593 | 32,89 | Diputado  |
| Bernardo Donoso Riveros    | Concertación      | PDC     | 19.397 | 13,41 |           |